# Chamarel-Wasserfall
Der Chamarel-Wasserfall liegt im Südwesten von Mauritius.

## Beschreibung

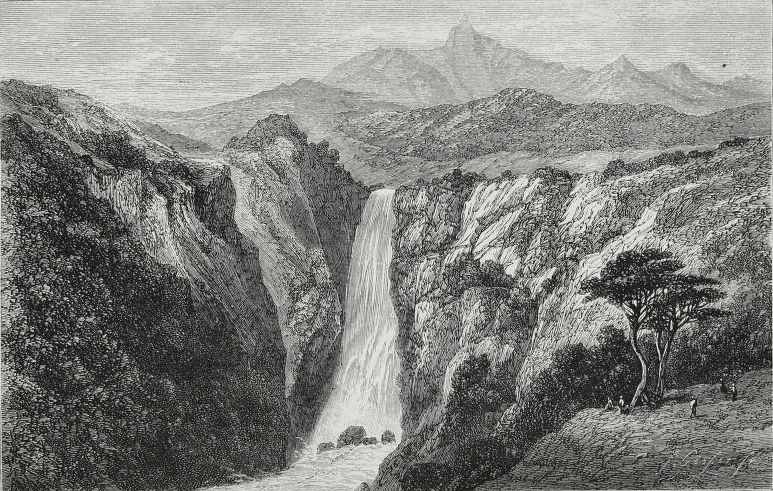
Darstellung der Fälle aus dem Jahr 1873

Der Wasserfall befindet sich in der Nähe der gleichnamigen Ortschaft und ist nach dem französischen Offizier Charles Antoine de Chazal de Chamarel benannt, der in diesem Teil der Insel lebte.
Der Rivière de Cap stürzt hier über eine Felskante knapp 100 m in die Tiefe. Über einen schmalen Pfad kann man den Fuß des Wasserfalls erreichen. Vom davor gelegenen Parkplatz aus führt eine Treppe zu einer Aussichtsplattform. Da die umgebende Schlucht endemischen Tierarten Schutz bietet, sind oftmals Flughunde zu sehen.
In der Nähe befindet sich die Siebenfarbige Erde.